# Stewarts & Lloyds Corby A.F.C.
Stewarts & Lloyds Corby A.F.C. là câu lạc bộ bóng đá Anh tọa lạc ở Corby, Northamptonshire. Mùa giải 2014–15 CLB thi đấu ở United Counties League Division One, hiện tại đang dẫn dắt bởi Alex Cross.

## Lịch sử
CLB được thành lập năm 1935 là một đội kết hợp giữa Công ty Stewarts & Lloyds Iron & Steel. S & L là công ty sắt thép chính khai thác quặng sắt ở khu vực này, và là chủ lao động lớn ở Corby. CLB là đối thủ hàng đầu ở United Counties League.
Năm 1948 một CLB kình địch trong thị trấn là Corby Town được thành lập. Hầu hết các nhân vật quan trọng của S & L tham gia vào CLB mới, để lại số người ít ỏi tham gia vào Kettering Amateur League. CLB vô địch Kettering Amateur League năm 1954, và họ gia nhập United Counties League năm 1957.
Phong độ của CLB trong liên đoàn này rất bình thường, nhưng họ vô địch Division One mùa giải 1973–74 và 1974–75 và thăng hạng lên Premier Division mùa giải 1975–76, nơi họ thi đấu cho đến khi xuống hạng cuối mùa 2013/14. CLB gần như phá sản vào năm 1989 trước khi được giải cứu bởi một doanh nhân địa phương John Georgiou, người đổi tên đội bóng thành Hamlet S&L theo tên công ty của ông ta trong ba mùa giải.
CLB lắp đặt thêm dàn đèn pha năm 1992, giúp họ có thể tham gia thêm nhiều giải đấu khác, bao gồm cả FA Cup lần đầu tiên kể từ sau chiến tranh. Họ cũng cải thiện mặt sân với sự tiền trợ cấp xổ số.
Họ đến được vòng sơ loại thứ hai của FA Cup ở mùa giải 2008–09, trước khi vô địch UCL năm đó.
Tháng 7 năm 2011, CLB bổ nhiệm Lee Duffy và Daren Young làm HLV kết hợp. Duffy đảm nhiệm một mình đến tháng 3 năm 2012, và ông rút lui khỏi việc dẫn dắt đội hình chính vào tháng 9 năm 2012, mặc dù ông vẫn ở lại CLB với vai trò quản lý phát triển bóng đá. Ông bị thay thế bởi HLV đồng hành cũ, Daren Young, người đã là trợ lý HLV ở Corby Town một thời gian ngắn. Mùa giải 2014-2015, Barry Britton đảm nhiệm làm HLV chính. Ông rời khỏi CLB sau 8 trận bởi vì công việc và Alex Cross lên nắm quyền thay thế.

## Đội hình
Ghi chú: Quốc kỳ chỉ đội tuyển quốc gia được xác định rõ trong điều lệ tư cách FIFA. Các cầu thủ có thể giữ hơn một quốc tịch ngoài FIFA.
| Số | VT | Quốc gia | Cầu thủ          |
| -- | -- | -------- | ---------------- |
| —  |    | Anh      | Robin Arch-Jones |
| —  |    | Anh      | Jack Bergin      |
| —  |    | Anh      | Paul Britton     |
| —  |    | Anh      | Ryan Britton     |
| —  |    | Anh      | Arran Brown      |
| —  |    | Anh      | Tyla Brown       |
| —  |    | Anh      | Harry Campbell   |
| —  |    | Anh      | Jack Clements    |
| —  |    | Anh      | Aaron Crosby     |
| —  |    | Anh      | Lewis Good       |
| —  |    | Anh      | Steven Hadden    |
| —  |    | Anh      | Danny Hay        |
| —  |    | Anh      | Jay Ironmonger   |

| Số | VT | Quốc gia | Cầu thủ          |
| -- | -- | -------- | ---------------- |
| —  |    | Anh      | Kieran Jakes     |
| —  |    | Anh      | Sean King        |
| —  |    | Anh      | Andrew Malloy    |
| —  |    | Anh      | Darren Malone    |
| —  |    | Anh      | Kieran Malone    |
| —  |    | Anh      | Bradley Marshall |
| —  |    | Anh      | Corey McGovern   |
| —  |    | Anh      | Matty O'Neill    |
| —  |    | Anh      | James Rutter     |
| —  |    | Anh      | James Ryan       |
| —  |    | Anh      | Jake Thompson    |
| —  |    | Anh      | Lee Thompson     |
| —  |    | Anh      | Lee Thomson      |

## Các danh hiệu
- United Counties League Premier Division[3]
  - Vô địch: 2008–09
- United Counties League Division One
  - Vô địch: 1973–74, 1974–75
- United Counties League Cup
  - Vô địch: 1986-87

## Các kỉ lục
- FA Cup[3]
  - Vòng sơ loại thứ 2: 2008–09, 2010–11
- FA Vase
  - Vòng 4: 2008–09

## Cựu cầu thủ
1. Những cầu thủ đã thi đấu hoặc dẫn dắt ở Football League hoặc giải đấu nước ngoài nào tương đương với cấp độ này.

2. Cầu thủ tham gia đội tuyển quốc gia.

3. Cầu thủ giữ kỉ lục CLB hoặc làm đội trưởng.
- Iori Jenkins